# Kan (flod)
Kan (russisk: Кан) er en flod i Krasnojarsk kraj i Rusland. Den er en biflod til Jenisej og er 629 km lang, med et afvandingsområde på 36.900 km².
Flodem har sine kilder i Sajanbjergene og løber derfra først mod nord, gennem byen Kansk, og der efter i vestlig retning. Den passerer nordvest for Krasnojarsk og munder ud i Jenisej nær Zelenogorsk.